# Курбанова, Гульжан
Гульжан Курбанова (узб. Guljon Qurbonova; 1932 год, Шаббазский район, Кара-Калпакская АССР, Узбекская ССР) — хлопковод, звеньевая колхоза имени Молотова Шаббазского района, Кара-Калпакская АССР, Узбекская ССР. Герой Социалистического Труда (1957). Депутат Верховного Совета Узбекской ССР 4 — 5 созывов.

## Биография
Родилась в 1932 году в крестьянской семье в одном из сельских населённых пунктов современного Берунийского района. Окончила местную сельскую школу. С 1947 по 1950 года — рядовая колхозница колхоза имени Беруни Шаббазского района, с 1950 года — звеньевая колхоза имени Молотова Шаббазского района.
В 1956 году звено под её руководством собрало ручным способом в среднем с каждого гектара по 70 центнеров хлопка-сырца с площади 10 гектаров. Сама собрала 25 центнеров хлопка-сырца. Указом Президиума Верховного Совета СССР «О присвоении звания Героя Социалистического Труда колхозникам, колхозницам, работникам машинно-трактор¬ных станций, совхозов, партийным и советским работникам Узбекской ССР» от 11 января 1957 года удостоена звания Героя Социалистического Труда за «выдающиеся успехи, достигнутые в деле развития советского хлопководства, широкое применение достижений науки и передового опыта в возделывании хлопчатника и получение высоких и устойчивых урожаев хлопка-сырца» с вручением ордена Ленина и золотой медали «Серп и Молот».
С 1962 года — член КПСС. Избиралась депутатом Верховного Совета Узбекской ССР 4 — 5 созывов (1955—1962).
Дальнейшая судьба неизвестна.